# Valli Kafka

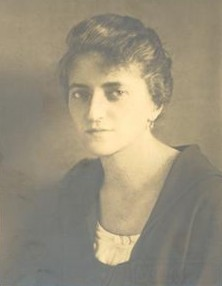
Valerie „Valli“ Pollaková, 1922

Valerie „Valli“ Kafka, verheiratete Valerie Pollaková (geboren 25. September 1890 in Prag; ermordet im Herbst 1942 im Vernichtungslager Kulmhof), war die zweitälteste Schwester von Franz Kafka. 

## Leben
Valerie Kafka wurde als eines von sechs Kindern von Hermann Chaim Kafka Henoch (1852–1931) und Julie, geborene Löwy (1855–1934), geboren. Drei ihrer Geschwister überlebten das Kindesalter: Franz, Elli und Ottla. Valerie besuchte eine deutsche Mädchenschule in der Prager Řeznická-Straße und später eine private höhere Mädchenschule.
Am 12. Januar 1913 heiratete sie den kaufmännischen Angestellten Josef Pollak (1882–1942), mit dem sie zwei Töchter hatte, Marianne Steiner (1913–2000) und Lotte (1914–1931). Die Verlobung hatte im September 1912 stattgefunden. Sie wurde eine der ersten Lehrerinnen an der 1920 gegründeten jüdischen Schule in Prag.
Über das Verhältnis Kafkas zu Valli ist wenig bekannt. Von allen Geschwistern war sie angeblich diejenige, die mit dem Vater Hermann Kafka am wenigsten Schwierigkeiten hatte. Nach außen wirkte sie zurückhaltend und angepasst, war jedoch belesen und hatte ein gutes Gefühl für Sprache.
Franz Kafka schreibt über Valli im Brief an den Vater: „Am glücklichsten in ihrer Stellung zu Dir war Valli. Am nächsten zur Mutter stehend, fügte sie sich Dir auch ähnlich, ohne viel Mühe und Schaden. Du nahmst sie aber auch, eben in Erinnerung an die Mutter, freundlicher hin, trotzdem wenig Kafka'sches Material in ihr war. Aber vielleicht war Dir gerade das recht, wo nichts Kafka'sches war, konntest selbst Du nichts derartiges verlangen; Du hattest auch nicht, wie bei uns anderen, das Gefühl, dass hier etwas verloren ging, das mit Gewalt gerettet werden müsse. Übrigens magst Du das Kafka'sche, soweit es sich in Frauen geäußert hat, niemals besonders geliebt haben. Das Verhältnis Vallis zu Dir wäre vielleicht noch freundlicher geworden, wenn wir anderen es nicht ein wenig gestört hätten.“
Ende Oktober 1941 wurde Valli Pollaková zusammen mit ihrem Ehemann ins Ghetto Litzmannstadt deportiert, wo sie im Frühjahr 1942 zeitweilig mit der Schwester Elli und deren Tochter Hanna zusammenlebten. Sie wurde vermutlich im Herbst 1942 im Vernichtungslager Kulmhof ermordet. Auch andere Verwandte von ihr, darunter ihre beiden Schwestern Elli und Ottla, wurden Opfer des Holocaust. Am Familiengrab auf dem Neuen Jüdischen Friedhof in Prag erinnert eine Gedenktafel an die drei Schwestern.
Ihre erste Tochter, Marianne Steiner, emigrierte 1939 zusammen mit ihrem Mann George Steiner nach England. Bis zu ihrem Tod kümmerte sie sich um das Erbe ihres Onkels Franz Kafka.